# Pterygorhabditis pakistanensis
Pterygorhabditis pakistanensis is een rondwormensoort uit de familie van de Rhabditidae. De wetenschappelijke naam van de soort is voor het eerst geldig gepubliceerd in 1957 door Timm.